# Facundo Buonanotte
Facundo Valentín Buonanotte (ur. 23 grudnia 2004 w Pérez) – argentyński piłkarz pochodzenia włoskiego występujący na pozycji ofensywnego pomocnika w angielskim klubie Leicester City oraz w reprezentacji Argentyny.